# 葵關南
葵關南（1982年8月11日—），日本男性輕小說作家。出身於北海道，居住於東京都。

## 簡介
2006年以《物質幽靈》入圍第17回Fantasia長篇小說大賞佳作，從此正式出道。
代表作是目前刊載中的《Gamers 電玩咖！》和曾經改編同名電視動畫的《學生會的一存》系列。

## 作品列表
全由富士見書房／KADOKAWA〈富士見Fantasia文庫〉發行。台灣角川代理中文版用粗體字表示。
- 物質幽靈（2006年1月－2007年5月，全6冊）
- 學生會的一存系列（2008年1月－2013年7月，全21冊）
  - 碧陽學園學生會議事錄（2008年1月－2012年1月，全10冊）
  - 碧陽學園學生會默示錄（2008年9月－2013年7月，全8冊）
  - 碧陽學園學生會活動記錄（2012年5月，全1冊）
  - 碧陽學園新學生會議事錄（2012年11月－2013年3月，全2冊）
    - 2009年10月至12月播出同名電視動畫。後在2013年1月至3月又播出第2期，標題名叫『學生會的一存 Lv.2』。
- 討演義 -SS-，（《DRAGON MAGAZINE（日语：ドラゴンマガジン (富士見書房)）》刊登的短篇小說）
- 我的勇者（日语：ぼくのゆうしゃ）（2013年7月－2015年9月，全8冊）
- Gamers 電玩咖！（2015年3月－2019年10月，全15冊（正篇12冊+短篇3冊）／2020年3月，2014年6月20日起在Fantasia Beyond （页面存档备份，存于）連載）[3][4]
  - 2017年7月至9月播出同名電視動畫。

## 腳註

### 來源
1. ↑  aoisekina. . 葵關南的官方個人部落格. 2009-08-11  [2009-08-13]. （原始内容存档于2019-04-08） （日语）.
2. ↑  葵關南《學生會的日常 碧陽學園學生會議事錄1》後記，富士見書房／KADOKAWA ISBN 978-4-8291-3328-6
3. ↑  KADOKAWA. .   [2015-04-11]. （原始内容存档于2020-09-23） （日语）.
4. ↑  KADOKAWA. .   [2015-04-11]. （原始内容存档于2019-03-30） （日语）.

## 外部連結
- （日語）－葵關南的官方個人部落格。